# محمود أحمدي نجاد
محمود أحمدي نِجَاد (بالفارسية: محمود احمدی‌نژاد) هو أستاذ جامعي وسياسي إيراني، أصبح عمدةً لبلدية طهران ثم رئيسًا لجمهورية إيران الإسلامية، وهو الرئيس السادس للجمهورية الإيرانية. تولى مهام رئاسة الجمهورية منذ 3 أغسطس 2005 بعد تغلبه على منافسه هاشمي رفسنجاني في الدور الثاني من الانتخابات الرئاسية، وأعيد انتخابه في 12 يونيو 2009 على حساب منافسه مير حسين موسوي، وظلَّ رئيسًا حتى 15 يونيو 2013 بعد عقد الانتخابات الجديدة.
انضم أحمدي نجاد الأستاذ الجامعي المنتمي للطبقة الفقيرة إلى مكتب تعزيز الوحدة بعد الثورة الإسلامية، ثم عُين كحاكم إقليم، لكنه أقيل بعد انتخاب محمد خاتمي رئيسًا لإيران، فعاد إلى التدريس. عينه مجلس بلدية طهران رئيساً للبلدية في عام 2003، وهو ما مثّل انعطافًا نحو التيار الديني المتشدد على عكس الاتجاهات الإصلاحية للرؤساء المعتدلين السابقين. كانت حملته الانتخابية الرئاسية عام 2005، بدعم من تحالف بناة إيران الإسلامي، ووعد فيها بأن أموال النفط ستكون للفقراء، ورفع شعار «هذا ممكن، ونحن نستطيع أن نفعل ذلك». أصبح رئيسًا بعد حصوله على 62% من الأصوات الانتخابية في الثالث من أغسطس 2005 
أحمدي نجاد شخصية مثيرة للجدل محليًا ودوليًا. وقد انتقد محليا بسبب الأزمة الاقتصادية والاستخفاف بحقوق الإنسان. وفي عام 2007، أطلق مشروعًا للحد من استهلاك الوقود في البلاد، وخفض أسعار الفائدة المصرفية. دعم نجاد برنامج إيران للطاقة النووية. وتعرض خلال انتخابات عام 2009 الرئاسية، لاحتجاجات داخلية كبيرة، ووجهت له انتقادات دولية كبيرة. كما شككت أحزاب المعارضة الرئيسية في شرعية رئاسته. ومن جهة أخرى، أجبر مرشح أحمدي نجاد لمنصب النائب الأول للرئيس، اسفاندير رحيم مشائي، على الاستقالة، وهو ما أحرج أحمدي نجاد. أدى أحمدي نجاد اليمين الدستورية لولاية ثانية في 5 آب/أغسطس 2009.
تعرضت الناشطات في مجال حقوق المرأة للاضطهاد، بعد مطالبتهن البرلمان بتطبيق «مشروع قانون حماية الأسرة» قبل صدوره. كما تعرض نجاد للحرج، بعد إدانة وزير داخليته بالحصول على درجة دكتوراة مزورة.
أحمدي نجاد من أشد المعارضين لسياسة الولايات المتحدة وإسرائيل، لكنه عزز العلاقات بين إيران وروسيا وفنزويلا وسوريا ودول الخليج العربي. خلال فترة ولايته، كانت إيران واحدة من كبار مانحي المعونة إلى أفغانستان.
أكد أحمدي نجاد مرارًا على أن البرنامج النووي الإيراني معد للأغراض السلمية، وليس لتطوير الأسلحة النووية. وتحت قيادته، رفضت إيران نداءات مجلس الأمن الدولي لإنهاء تخصيب اليورانيوم داخل إيران. وأعلن أحمدي نجاد أن العقوبات الغربية لإيران بسبب تخصيب اليورانيوم «غير قانونية» وقال أن إيران ستواصل التزامها بتمكين الوكالة الدولية للطاقة الذرية من مراقبة برنامجها النووي، على الرغم من أن إيران لم تفعل ذلك.
يُعرف أحمدي نجاد بتعليقاته المعادية للولايات المتحدة وإسرائيل، لذا فهو دائمًا عرضة للانتقاد من جهات عديدة. وقد دعا إلى حل دولة إسرائيل، كما دعى إلى إجراء انتخابات حرة في فلسطين. وأعرب عن اعتقاده بأن الشعب الفلسطيني بحاجة إلى صوت قوي في المنطقة مستقبلاً.
دعى أحمدي نجاد في واحد من أكثر التصريحات المثيرة للجدل، وفقاً لترجمة إذاعة جمهورية إيران الإسلامية الأولى، إلى «محو المستعمر من الخريطة». على الرغم من أن الترجمة التحريرية والشفوية عليها خلاف.
اعتبرت مجلة تايم أحمدي نجاد من بين المائة شخصية الأكثر تأثيرًا في العالم لعام 2006.

## حياته
ولد محمود أحمدي نجاد في قرية آرادان بالقرب من غرمسار، هو الطفل الرابع من بين سبعة أطفال لوالد يعمل حدادًا وبقالاً وحلاقًا ومعلم للقرآن. وقد غير الأب اسمه في سن الرابعة من «سابورجان»، عندما انتقلت العائلة إلى طهران.
في عام 1976، اجتاز محمود أحمدي نجاد مسابقات القبول في الجامعات الإيرانية الوطنية. وقيل أنه حاز على المرتبة ال 132 من بين 400,000 مشارك في تلك السنة، وسرعان ما التحق بجامعة إيران للعلوم والتقنية كطالب بكلية الهندسة المدنية. حصل على دكتوراة في هندسة النقل والتخطيط من نفس الجامعة في عام 1997، عندما كان حاكمًا لمحافظة أردبيل في شمال غرب أيران.
يعتبره أنصاره، «رجلاً بسيطًا» يحيا حياة «متواضعة». وبعدما أصبح رئيسًا، أراد الاستمرار في سكنى منزل الأسرة المتواضع في طهران، إلا أن مستشاريه الأمنيين أجبروه على الرحيل. طوى أحمدي نجاد السجادة الفارسية العتيقة الموجودة بقصر الرئاسة، وبعث بها إلى متحف السجاد، واستخدم بدلاً منها سجادًا ذا تكلفة منخفضة. ويقال أنه رفض مقعد كبار الشخصيات بطائرة الرئاسة، واستبدله بمقعد طائرة شحن بدلاً من ذلك. وعند وصوله لمقعد الرئاسة، عقد أحمدي نجاد أول اجتماع لحكومته في ضريح الإمام الرضا في مشهد، وهو عمل ينظر إليه على أنه «متدين».
أحمدي نجاد متزوج وله ابنان وابنة.

### المهن الإدارية والأكاديمية
بعض التفاصيل عن حياة الرئيس الإيراني خلال الثمانينيات غير معروفة، إلا أنه من المؤكد أنه شغل العديد من الوظائف الإدارية في محافظة أذربيجان الغربية.
تذكر العديد من التقارير، أنه أثناء قيام الحرب العراقية الإيرانية انضم أحمدي نجاد للحرس الثوري الإيراني، وخدم في جهاز المخابرات والأمن العام، لكن مستشاره مجتبى سمارة هاشمي قال «أنه لم يكن يوما عضوا أو مسؤولا بالحرس الثوري الإيراني»، حيث كان أقرب ما يكون بمتطوع باسيج.
حصل الرئيس الإيراني على درجة ماجستير العلوم من جامعته في عام 1986. وعمل بها كمحاضر في عام 1989، وفي عام 1997 حصل على درجة الدكتوراه في الهندسة المدنية وتخطيط النقل المروري.

### حصار السفارة
بعد فترة قصيرة من انتخابه رئيسًا، زعمت بعض وسائل الإعلام الغربية بأن أحمدي نجاد كان بين الطلاب الذين اقتحموا السفارة الأميركية في طهران، مما أثار أزمة الرهائن، وهو ما أنكرته الحكومة الإيرانية.

### بداية عمله السياسي
بعد الثورة الإيرانية الإسلامية، أصبح أحمدي نجاد عضوًا في مكتب تعزيز الوحدة، وهي منظمة وضعت لمنع الطلاب من التعاطف أو التحالف مع مجاهدي خلق.
كانت أولى مناصبه السياسية، تعيينه كحاكم لمقاطعتي ماكو وخوي في محافظة أذربيجان الغربية خلال الثمانينيات. ثم أصبح مستشارًا للحاكم العام لمحافظة كردستان لمدة عامين. وخلال دراسته للدكتوراه في طهران، عين حاكمًا عامًا لمحافظة أردبيل في عام 1993، حتى استبعده محمد خاتمي في عام 1997، فعاد أحمدي نجاد بعد ذلك إلى التدريس.

### عمدة طهران
في عام 2003، كانت نسبة المحافظين من تحالف بناة إيران الإسلامية في مجلس مدينة طهران 12% فقط. ومع ذلك، عين المجلس أحمدي نجاد المحافظ رئيسًا لبلدية طهران.
عندما أصبح رئيسًا للبلدية، قام أحمدي نجاد بعكس جميع التغييرات التي أجراها رؤساء البلديات المعتدلون والإصلاحيون السابقون. فقد وضع أسسًا دينية للأنشطة بالمراكز الثقافية التي تأسست لديهم، وفصل استعمال المصعد للرجال والنساء في المكاتب العامة، واقترح أن يُدْفَن الأشخاص الذين قتلوا في الحرب العراقية الإيرانية بالميادين الكبرى في طهران. كما عمل على تحسين نظام المرور، وركّز على الأعمال الخيرية، مثل توزيع الحساء المجاني على الفقراء.
و بعد انتخابه للرئاسة قُبِّلَت استقالة أحمدي نجاد من رئاسة بلدية طهران في 28 حزيران/يونيو 2005. بعد العمل سنتين كعمدة.

## الرئاسة

### حملة 2005
لم يكن أحمدي نجاد معروفًا على نطاق واسع عندما دخل حملة الانتخابات الرئاسية. بالرغم من كونه عضوًا في الجمعية الإسلامية للمهندسين، ولكن الدعم السياسي الرئيسي له كان من تحالف بناة إيران الإسلامية (ائتلاف ابداجران الإسلامي أو المطورين).
كانت تصريحات أحمدي نجاد متباينة حول خططه الرئاسية، ربما لجذب كلا من التيارات الدينية والطبقات الفقيرة. فكانت حملته تحت شعار: «أنه أمر ممكن، نستطيع أن نفعلها».
حظي نجاد بشعبية كبيرة في هذه الحملة. فقد أشار إلى حياته المتواضعة وأبرز ذلك، حيث قارن نفسه بمحمد علي رجائي، الرئيس الثاني لإيران. وأعلن نجاد أنه يعتزم إقامة «حكومة مثالية لشعوب العالم» في إيران. التزم نجاد في عمله السياسي بمبادئ إسلامية وثورية، وكان من أهدافه «وضع دخل النفط على طاولة الشعب»، أي أنه ستُوَزَّع أرباح النفط في إيران على الفقراء.

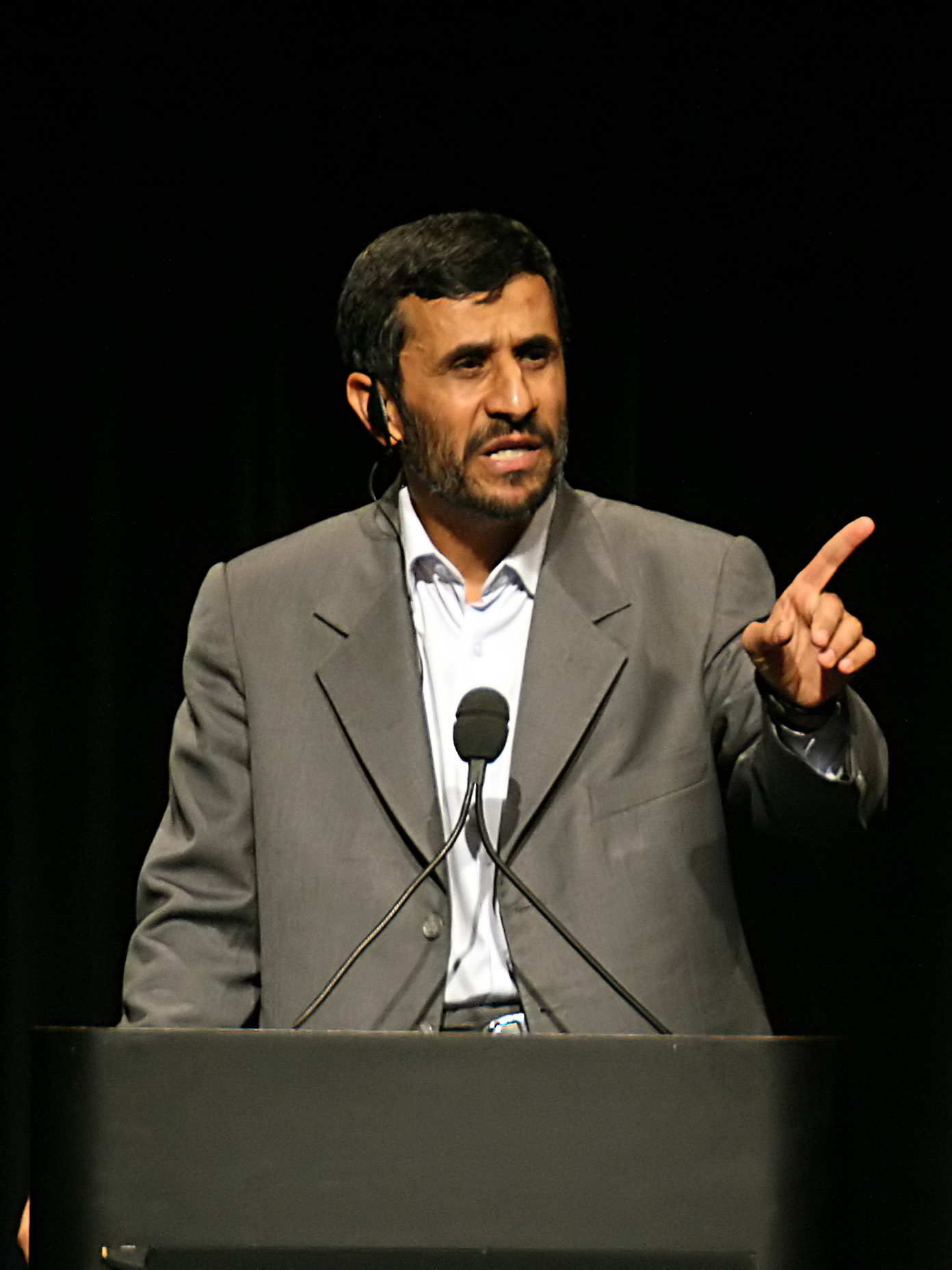
خطبة أحمدي نجاد في جامعة كولومبيا في 24 أيلول / سبتمبر 2007.

كان أحمدي نجاد هو المرشح الوحيد للرئاسة الذي أبدى اعتراضه على العلاقات المستقبلية مع الولايات المتحدة. وقال لإذاعة جمهورية إيران الإسلامية، أن الأمم المتحدة «تأخذ جانبًا معاديًا للعالم الإسلامي». وأعلن أنه يعارض حق الفيتو للدول الخمس الدائمة العضوية في مجلس الأمن الدولي قائلاً: «إنه ليس من العدل، أن يصبح من حق عدد قليل من الدول الجلوس واستخدام حق النقض على الموافقات العالمية. وأن كان لابد من استمرار هذه الميزة، فلابد أن يتمتع العالم الإسلامي الذي يضم ما يقرب من 1.5 بليار مسلم بنفس هذه الامتياز». كما دافع عن البرنامج النووي الإيراني، واتهم ما وصفها بـ «بعض القوى المتغطرسة» بمحاولة الحد من التنمية الصناعية والتكنولوجية في إيران في هذا المجال، وغيره من المجالات.
في الجولة الثانية من الحملة، قال: «نحن لم نشارك في الثورة لنتغير بتغير الحكومة... وهذه الثورة تسعى للوصول إلى جميع حكومات العالم». وتحدث عن برنامج موسع لاستخدام التجارة في تحسين العلاقات الخارجية، ودعا إلى مزيد من العلاقات مع الدول المجاورة لإيران وإلغاء استخدام التأشيرات للتنقل بين دول المنطقة، قائلاً أنه «لابد أن يستطيع الناس زيارة أي مكان يرغبون فيه بحرية. لابد أن يتمتع الناس بالحرية أثناء الحج والرحلات».
ووصف أحمدي نجاد آية الله محمد تقي مصباح يزدي، وهو من كبار رجال الدين في قم بأنه معلمه الروحي والعقائدي. أسس مصباح مدرسة حاغانى الفكرية في إيران، وأيد هو وفريقه بقوة نجاد في حملته في الانتخابات الرئاسية لعام 2005.

### انتخابات عام 2005 الرئاسية
حصل أحمدي نجاد على 62% من الأصوات في انتخابات الإعادة التي جرت أمام أكبر هاشمي رفسنجاني. وقلده المرشد الأعلى آية الله علي خامنئي الرئاسة في 3 أغسطس 2005.
فقبّل أحمدي نجاد يد خامنئي خلال الاحتفال لإظهار ولائه.

### تعيينات مجلس الوزراء لعام 2005
يتوجب على الرئيس الإيراني أن يحصل على تأييد مجلس الشورى الإيراني لاختيار الوزراء. قدم أحمدي نجاد قائمة مبدئية بالأسماء، كان أبرزها منوشهر متكي لحقيبة الخارجية وغلام حسين محسني إجئي لحقيبة الاستخبارات في جلسة خاصة في 5 أغسطس، والقائمة النهائية في 14 أغسطس.
وافق مجلس الشورى على تشكيلة مجلس الوزراء في 24 أغسطس. وقد تعهد الوزراء أن يعقدوا عدة اجتماعات خارج طهران، فعقدوا أول لقاء بينهم في 25 أغسطس في مدينة مشهد، بوجود أربعة مقاعد فارغة للمرشحين الذين لم يُتَوَافَق عليهم.

### مجالس 2006 وانتخاب مجلس الخبراء
خسر فريق أحمدي نجاد انتخابات مجلس المدينة لعام 2006، بينما حصل مرشده الروحي محمد تقي مصباح يزدي على المرتبة السادسة في مجلس خبراء المدينة. في أول انتخابات محلية أقيمت منذ تولى أحمدي نجاد الرئاسة، فشل حلفائه في الفوز بانتخابات الإعادة لمجلس الخبراء والمجالس المحلية. وأشارت النتائج إلى تأييد الناخبين بنسبة حوالي 60 ٪، للتحول نحو سياسات أكثر اعتدالاً. ووفقًا لافتتاحية صحيفة كورجوزاران اليومية المستقلة «أظهرت النتائج أن الناخبين تعلموا الدرس من الماضي، واستنتجوا أنه ينبغي عليهم دعم الشخصيات المعتدلة». وقال محلل سياسي إيراني «هذه النتائج ضربة لقائمة أحمدي نجاد ومصباح يزدي».

### الانتخابات الرئاسية في 2009

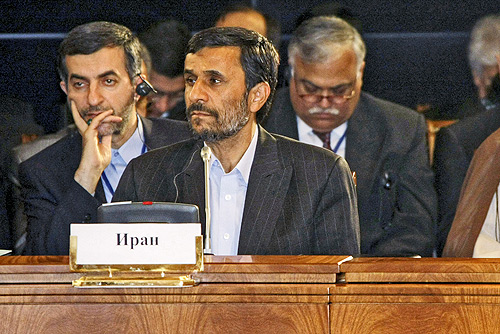
أحمدي نجاد في مدينة ايكاترينبرج، روسيا، 16 يونيو 2009

في 23 أغسطس 2008، أعلن المرشد الأعلى علي خامنئي أنه «يرى أحمدي نجاد رئيسا في السنوات الخمس المقبلة»، وفسر هذا التعليق على أنه إشارة لدعم إعادة انتخاب أحمدي نجاد. 39,165,191 هو عدد الأصوات التي شاركت في الانتخابات التي جرت في 12 يونيو 2009، وفقًا لما أعلنه مقر الانتخابات في إيران. وفاز أحمدي نجاد بـ 62.63 ٪ من الأصوات، فيما جاء في المركز الثاني مير حسين موسوي بـ 33.75 ٪ من الأصوات. حظيت هذه الانتخابات باهتمام شعبي لم يسبق له مثيل في إيران.

### الاحتجاجات على الانتخابات الإيرانية عام 2009
ظلت نتائج الانتخابات محل خلاف بين كل من موسوي وأحمدي نجاد وأنصار كل منهما، الذين يعتقدون بحدوث تزوير في الانتخابات. وافق المرشد الأعلى الإيراني آية الله علي خامنئي رسميًا على نتائج الانتخابات في 3 أغسطس 2009، ليؤدي أحمدي نجاد اليمين الدستورية لولاية ثانية في 5 أغسطس 2009. تجنب عدد من الشخصيات السياسية الإيرانية حضور الحفل، أمثال الرئيسان السابقان محمد خاتمي وأكبر هاشمي رفسنجاني، الذي ظل يشغل رئيس لجنة مجمع تشخيص مصلحة النظام حتى وفاته ، إلى جانب زعيم المعارضة مير حسين موسوي. طالبت جماعات المعارضة المحتجين على المواقع الإلكترونية الإصلاحية، بتسيير المظاهرات في الشوارع في يوم تنصيبه رئيسًا. وفي يوم التنصيب، واجه المئات من رجال شرطة مكافحة الشغب المظاهرات الاحتجاجية التي اجتمعت خارج مبنى البرلمان. وبعد أدائه لليمين الدستورية، أعلن على الهواء في التلفزيون الإيراني، أنه «مسؤول عن حماية العقيدة، ونظام الثورة الإسلامية والدستور». أعلن كل من فرنسا وألمانيا والمملكة المتحدة والولايات المتحدة، أنهم لن يرسلوا رسائل التهنئة المعتادة.

### تعيينات مجلس الوزراء 2009
أعلن أحمدي نجاد تعيينات وزارية جديدة في ولايته الثانية، فقد عيّن إسفنديار رحيم مشائي نائبًا أول للرئيس لفترة وجيزة، ولكنه قوبل بالمعارضة من جانب عدد من أعضاء المجلس، ومن قبل وزير الاستخبارات غلام حسين محسني آجه أي. انصاع مشائي للأوامر، وقدم استقالته. ثم عين أحمدي نجاد مشائي رئيسًا للأركان، وقام بفصل محسني آجه أي.
يوم 26 يوليو 2009، واجهت حكومة أحمدي نجاد مشكلة قانونية بعد إقالته لأربعة وزراء، حيث تنص المادة 136 من دستور إيران على أنه إذا تم تغيير أكثر من نصف أعضاء مجلس الوزراء، فإنه لا يجوز أن يجتمع أو أن يعمل قبل موافقة المجلس على الأعضاء الجدد. أعلن نائب رئيس المجلس أن أي اجتماع أو قرار لمجلس الوزراء لن يكون قانونيًا لحين الحصول على الموافقة الجديدة. وفي 4 سبتمبر 2009، وافق المجلس على 18 مرشح من أصل 21 مرشح، ليتضمن المجلس سيدة للمرة الأولى بمنصب وزير. وهي مرضية وحيد دستجردي.

## سياساته الداخلية

### السياسة الاقتصادية
راجع: خطة ترشيد البنزين في إيران في عام 2007
خلال سنوات رئاسته الأربع الأولى، ارتفع الناتج المحلي الإجمالي لإيران، وانخفض معدل التضخم والبطالة نتيجة لإتخاذ نجاد لأسلوب إدارة اقتصادي أفضل وإنهاء أنماط الإنفاق والاقتراض التي انتهجتها الإدارات السابقة. قام أحمدي نجاد بزيادة الإنفاق بنسبة 25%، وزاد من الدعم للغذاء والبنزين. كما أنه في البداية رفض الزيادة التدريجية في أسعار البنزين، وقال أنه بعد الانتهاء من التحضيرات اللازمة، مثل تطوير وسائل النقل العام، ستقوم الحكومة بتحرير أسعار البنزين بعد خمس سنوات. وخُفِضَت معدلات الفائدة بموجب مرسوم رئاسي إلى ما دون معدل التضخم. وتسببت محاولاته لتنمية الاقتصاد في زيادة أسعار العقارات ببعض المدن، لتصبح ضعفي أو ثلاثة أضعاف ما كانت عليه قبل عهد أحمدي نجاد، بسبب سعي بعض الإيرانيين لاستثمار الفائض النقدي وتأمين ظروفهم المعيشية، وهو ما أضر بفقراء الإيرانيين، مما أضر بشعبية نجاد. ألغى نجاد مؤسسة الإدارة والتخطيط، وهي هيئة حكومية مكلفة برسم إستراتيجية الاقتصاد والميزانية طويلة المدى، واِسْتُغْنَي عن الإداريين ذوي الخبرة العاملين بها.
في يونيو 2006، أرسل 50 من خبراء الاقتصاد الإيرانيين خطاب إلى أحمدي نجاد، ينتقدون فيه تدخله لتثبيت أسعار السلع والاسمنت والخدمات الحكومية، وأمره بموجب مرسوم صادر عن المجلس الأعلى لنقابة العمال ووزارة العمل الذي اقترح زيادة رواتب العمال بنسبة 40%. رد أحمدي نجاد علنًا على الرسالة بلهجة شديدة، واستنكر الاتهامات. طالب أحمدي نجاد بتنازلات معقولة فيما يتعلق بالرأسمالية والاشتراكية الغربية، فقد تسببت الصراعات السياسية الإيرانية الحالية مع الولايات المتحدة في زيادة خوف البنك المركزي من هروب رؤوس الأموال بسبب العقوبات المفروضة على إيران. هذه العوامل حالت دون تحسين البنية التحتية وتدفق رؤوس الأموال، على الرغم من الإمكانات الاقتصادية العالية. 3.5% من بين الذين لم يصوتوا لصالحه في الانتخابات الأولى، قالوا أنهم سوف يصوتوا له في الانتخابات المقبلة. محمد خوشيريه، وهو عضو في البرلمان الإيراني شارك في الحملة الانتخابية لأحمدي نجاد، قال أن حكومته «كانت قوية على مستوى الشعارات الشعبية، ولكنها ضعيفة على مستوى الإنجاز.» 
قام الرئيس أحمدي نجاد بتغيير كل وزراء المجموعة الاقتصادية، بما في ذلك النفط والصناعة والاقتصاد، منذ توليه السلطة في عام 2005. في مقابلة مع وكالة أنباء فارس في أبريل 2008، انتقد داود دانش جعفري، الذي تولى منصب وزير الاقتصاد في حكومة الرئيس أحمدي نجاد، السياسة الاقتصادية لأحمدي نجاد : «خلال فترة عملي، لم يكن هناك استفادة من التجارب السابقة أو من ذوي الخبرة، ولم يكن هناك أي خطط للمستقبل. القضايا الهامشية التي لم يكن لها أهمية للأمة أٌعطيت الأولوية. معظم المفاهيم الاقتصادية العلمية مثل تأثير السيولة على التضخم كانت مثار تساؤلات.»  وردًا على هذه الانتقادات، اتهم أحمدي نجاد وزيره بأنه «رجل غير عادل»، وأعلن أن حل المشكلة الاقتصادية في إيران هو «الثقافة الاستشهادية». وفي مايو 2008، أعلن وزير النفط الإيراني أن الحكومة أنفقت بطريقة غير مشروعة ملياري دولار لاستيراد البترول في عام 2007. حيث أعلن في البرلمان الإيراني، أنها كانت أوامر الرئيس.
بالرغم من أن عائدات النفط في حكومة أحمدى نجاد بلغت 275 ألف مليار ريال، وهو أعلى معدل في تاريخ إيران، إلا أن حكومته حققت أيضًا أعلى نسبة عجز في الميزانية في تاريخ الثورة الإيرانية. وخلال فترة رئاسته، أطلق أحمدي نجاد خطته لتقليل استخدام الطاقة للحد من استهلاك الوقود في البلاد، كما خفض نسبة الفائدة، مما زاد من التسهيلات المصرفية في البنوك الحكومية والخاصة. وقد أصدر توجيهاته بأن منظمة الإدارة والتخطيط ينبغي أن تتبع الحكومة.

### تنظيم الأسرةوالسياسة السكانية
في أكتوبر 2006، عارض الرئيس الإيراني تشجيع العائلات على تحديد النسل لطفلين فقط، مشيرًا إلى أن إيران قادرة على تحمل أكثر من 50 مليون نسمة علاوة على الـ 70 مليون الحاليين. حينئذ اتهم نجاد بسوء التقدير، فقد كان إعلانه في الوقت الذي كانت فيه إيران تكافح ارتفاع التضخم وتزايد البطالة حتى بلغت نحو 11%. كانت دعوة أحمدى نجاد للإيرانيين لزيادة معدل المواليد، تجديدًا لدعوة آية الله روح الله الخميني التي طرحها في عام 1979، والتي أدت لزيادة سكان إيران بنسبة 16% في 7 سنوات، والتي تسببت في الأزمة الاقتصادية الناجمة.
في عام 2008، أرسلت الحكومة «مشروع قانون حماية الأسرة» إلى البرلمان الإيراني. انتقد نشطاء حقوق المرأة مشروع القانون لنزعه بعض حقوق المرأة، مثل اشتراط حصول الزوج على موافقة زوجته قبل أن يأتي بزوجة أخرى إلى الأسرة.

### الإسكان
كانت أول التشريعات التي صدرت عن حكومته، هو تخصيص 12 تريليون ريال (1.3 مليار دولار) ميزانية لصندوق سمي «بصندوق رضا لمساعدة المحتاجين»، حيث سمي باسم إمام الشيعة علي الرضا. وأعلنت حكومة أحمدي نجاد أن هذا الصندوق سوف يستفيد من عائد النفط في مساعدة الشباب للحصول على فرص عمل، وتحمل تكاليف الزواج، ومساعدتهم في شراء مساكنهم. كما سعى الصندوق أيضًا للحصول على التبرعات الخيرية، بالتعاون مع مجالس الأمناء في 30 محافظة إيرانية. وكان هذا التشريع ردًا على ارتفاع تكاليف السكن في المدن، وهو ما أدى إلى ارتفاع متوسط سن الزواج في إيران (حاليًا حوالى 25 عامًا للنساء و28 عامًا للرجال). في عام 2006، رفض البرلمان الإيراني مشروع الصندوق، ورغم ذلك أمر أحمدي نجاد المجلس الإداري بتنفيذ الخطة.

### حقوق الإنسان
انتقدت العديد من منظمات حقوق الإنسان والحكومات الغربية، سياسة أحمدي نجاد في مجال حقوق الإنسان.
ووفقًا لتقرير صادر عن رابطة حماية حقوق الإنسان: «منذ تولى الرئيس أحمدي نجاد السلطة، ومعاملة المعتقلون قد ازدادت سوءً في سجن إيفين، وكذلك في مراكز الاعتقال السرية التابعة للسلطة القضائية ووزارة الاستخبارات والحرس الثوري الإسلامي». وأضافت أيضًا رابطة حماية حقوق الإنسان «إن احترام حقوق الإنسان الأساسية في إيران، وخاصة حرية التعبير وتكوين الأحزاب قد تدهورت في عام 2006. فالحكومة تقوم بشكل روتيني بتعذيب المنشقين المعتقلين، وتسيء معاملتهم. بما في ذلك الحبس الانفرادي لفترات طويلة». وقالت أيضًا : «إن مصدر انتهاكات حقوق الإنسان في إيران، يأتي من السلطة القضائية، والمسؤول عنها الإمام علي خامنئي، والأعضاء الذين عينهم أحمدي نجاد مباشرة».
كانت ردود أفعال المعارضة متفاوتة. فقد كتبت رابطة حماية حقوق الإنسان «شهدت حكومة أحمدي نجاد، تحول واضح عن السياسة التي اتبعت في عهد الرئيس السابق محمد خاتمي، حيث أنها لم تستوعب أي احتجاجات سلمية أو تجمعات». في ديسمبر 2006، طلب أحمدي نجاد من المسؤولين عدم اعتراض الطلبة الذين خرجوا في مظاهرة احتجاجية خلال خطاب له بجامعة أميرقابير للتكنولوجيا بطهران، بالرغم من الشكاوي بوجود حملة على المعارضة في الجامعات منذ تولى نجاد الحكم.
في أبريل 2007، قامت شرطة طهران التي تخضع لإشراف خامنئي، بشن حملة ضد النساء اللاتي يرتدين «حجاب غير شرعي». مما أثار بعض الانتقادات من قبل المقربين من أحمدي نجاد.

### الجامعات
في عام 2006، أشيع أن الحكومة الإيرانية أجبرت العديد من العلماء وأساتذة الجامعات على الاستقالة أو التقاعد، وهو ما أطلق عليه «الثورة الثقافية الثانية». قامت تلك السياسة على استبدال العلماء كبار السن بآخرين أصغر سنًا. بعض أساتذة الجامعة تلقوا خطابات تقاعدهم بدون سابق إنذار. وفي نوفمبر 2006، اضطر 53 أستاذ جامعي في جامعة العلوم والتكنولوجيا بإيران إلى التقاعد.
في عام 2006، حددت حكومة أحمدي نجاد 50% حصة للطلبة الذكور و50 ٪ للطالبات في امتحان القبول بالجامعات في كل من كلية الطب وطب الأسنان والصيدلة. كان الهدف من تلك الخطة الحد من تزايد أعداد الطالبات في الجامعات. وردًا على الانتقادات، أعلن وزير الصحة والتعليم الطبي الإيراني كامران باقري لنكراني أنه ليس هناك ما يكفي من المرافق مثل المساكن للطالبات. كما قال مسعود صالحي رئيس جامعة زاهدان، أن وجود المرأة يولد بعض المشاكل وخاصةً في وسائل النقل. كما أعلن إبراهيم ميكانيكى رئيس جامعة بابول للعلوم الطبية، أن زيادة وجود المرأة سيجعل من الصعب توزيع التسهيلات بطريقة مناسبة. وأدلى باغير لاريجاني رئيس جامعة طهران للعلوم الطبية بتصريحات مماثلة لذلك. وفقًا لموقع روز أن هذه التصريحات ليس لها أساس قانوني، وإنما هي مجرد تدعيم للأسرة والدين.

### احتجاجات الطلاب في ديسمبر 2006
في 11 ديسمبر 2006، قاطع بعض الطلاب خطاب أحمدي نجاد الذي ألقاه بجامعة اميرقبير للتكنولوجيا (طهران للفنون التطبيقية) في طهران. واستنادًا إلى وكالة الأنباء الطلابية الإيرانية، أشعل الطلاب النار في صور أحمدي نجاد وألقوا بالألعاب النارية. كما هتف المتظاهرون «الموت للدكتاتور». كانت هذه أول أكبر مظاهرة احتجاجية شعبية منذ انتخاب أحمدي نجاد. في بيان نشر على موقع الطلاب على الإنترنت، أعلن الطلاب أنهم تظاهروا احتجاجًا على تزايد الضغط السياسي في عهد أحمدي نجاد، واتهموه بالفساد وسوء الإدارة والتحيز. وأضاف البيان أن «الطلاب قالوا أنه على الرغم من الدعاية الكبيرة للرئيس، إلا أنه لم يتمكن من خداع الأوساط الأكاديمية». وأفادوا أيضًا أن بعض الطلاب سجلوا غضبهم إزاء المؤتمر الدولي لاستعراض الرؤية العالمية للهولوكوست.
وردًا على هتافات الطلاب، قال الرئيس : «لقد عملنا على التصدي للديكتاتورية، حتى أن أحدًا لن يجرؤ على إقامة ديكتاتورية في الألفية حتى باسم الحرية. ونظرًا لما عانته الأمة الإيرانية من قبل عملاء الديكتاتورية في الولايات المتحدة وبريطانيا، لن يسمح أحد بظهور أي ديكتاتور». ورغم ما ذكر من أن المتظاهرين قاموا بكسر كاميرات التليفزيون، وألقوا قنابل يدوية الصنع على أحمدي نجاد، إلا أن الرئيس طلب من المسؤولين عدم مساءلة أو عقاب المحتجين. وعلى موقعه، علق أحمدي نجاد تعقيبًا على الحادث بأنه «شعر بالفرح» بسبب الحرية التي يتمتع بها الناس بعد الثورة.
وفي اليوم السابق للخطاب، تظاهر ألف طالب احتجاجًا للتنديد بزيادة الضغط على الجماعات الإصلاحية في الجامعة. قبل ذلك بأسبوع، تظاهر أكثر من ألفي طالب للاحتجاج في جامعة طهران في العيد السنوي للطلاب، وقال متحدثون منهم «أنه منذ انتخاب أحمدي نجاد، وهناك حملات على المعارضة في الجامعات».

### البرنامج النووي
أحمدي نجاد من أكبر مؤيدي البرنامج النووي الإيراني، وأصر على أن يكون مخصصًا للأغراض السلمية. وقد أكد مرارًا على أن صنع قنبلة نووية ليست من سياسة حكومته. ويقول إن مثل هذه السياسة "غير قانونية ومخالفة لديننا". وأضاف أيضًا في يناير 2006 خلال مؤتمر في طهران أن دولة "الثقافة والحضارة والمنطق" لا تحتاج للسلاح النووي، بينما الدولة التي تريد السلاح النووي هي تلك التي تريد أن تحل جميع المشاكل باستخدام القوة. وفي لقاء لأحمدي نجاد عام 2008، قال أن "الدول التي تسعى للحصول على الأسلحة النووية هي دول متخلفة سياسيًا، وهؤلاء الذين يملكونها ويسعون دائمًا لاقتناء أجيال جديدة من هذه القنابل "أكثر تأخرًا".
في أبريل 2006، أعلن أحمدي نجاد أن إيران وصلت في تخصيب اليورانيوم إلى مرحلة مناسبة لإنتاج الوقود النووي. في كلمة له أمام الطلاب والأكاديميين في مشهد، نقل عنه قوله أن ظروف إيران قد تغيرت تمامًا، لأنها قد أصبحت دولة نووية، ويمكن لها أن تتحدث مع الدول الأخرى من هذا المنطلق. وفي 13 أبريل 2006، نشرت وكالة الانباء الإيرانية (IRNA)، نقلاً عن الرئيس الإيراني قوله أن التكنولوجيا النووية السلمية الإيرانية لن تشكل خطرًا على أي طرف من الأطراف، لأننا نريد السلام والاستقرار، ولن نظلم أحد. ولكن في نفس الوقت لن نخضع للظلم.
ومع ذلك، كانت هناك انتقادات واسعة لسياسة إيران النووية تحت إدارة أحمدي نجاد من جهات عدة على رأسها الولايات المتحدة وإسرائيل. شملت الاتهامات سعي إيران للحصول على السلاح النووي وتطوير قدراتها في إطلاق الصواريخ بعيدة المدى، وأن أحمدي نجاد أصدرت أمرًا لمنع مفتشي الأمم المتحدة من زيارة المنشآت النووية للبلاد بحرية وعدم عرض التصاميم عليهم. بعد نجاح اختبار إطلاق صاروخ بعيد المدى في مايو 2009، أعلن أحمدي نجاد أنه «ببرنامجها النووي، إيران ترسل رسالة للغرب أن جمهورية إيران الإسلامية هي التي تدير العرض».
على الرغم من دعم أحمدي نجاد لهذا البرنامج بقوة، إلا أن مكتب الرئيس الإيراني ليس مسؤولاً عن السياسة النووية، لكنها مسؤولية المجلس الأعلى للأمن القومي. ويضم المجلس ممثلين اثنين معينين من قبل المرشد الأعلى، ومسؤولين عسكريين وأعضاء للسلطات التنفيذية والقضائية والتشريعية في الحكومة، وترفع تقاريره مباشرة إلى المرشد الأعلى علي خامنئي، الذي أصدر فتوى ضد الأسلحة النووية في عام 2005.
خامنئي عادة ما يمتنع عن الإدلاء بتصريحات عامة، ولكنه انتقد تدخلات أحمدي نجاد فيما يتعلق بالقضية النووية. وفي 23 فبراير 2008، تعهد أحمدي نجاد أن إيران لن تتراجع عن تطوير برنامجها النووي السلمي، وقال أن «التكنولوجيا النووية... هي هذا النوع من التكنولوجيا التي كانت حكرًا على عدد قليل من البلدان». أحمدي نجاد قد ذكر أن هناك ما لا يقل عن 16 استخدامًا سلميًا مختلفًا للتكنولوجيا النووية.

## انتقادات داخلية

### اتهامات بالفساد
تعرض أحمدي نجاد لانتقادات واسعة بسبب مهاجمته «اللصوص» و«المسؤولين الفسادين»، في حين اشتراكه في «المحسوبية والمحاباة السياسية». الكثيرين من المقربين له عُيِّنُوا في مواقع ليسوا مؤهلين لها، وقد منح «مليار دولار بلا عقود» للحرس الثوري الإيراني، وهي منظمة يرتبط بها أحمدي ارتباطًا قويًا.

### الانتقادات الموجهة للتصريحات والقضايا الاجتماعية
في عام 2005، صرح علي خامنئي ردًا على تصريحات أحمدي نجاد حول ما قاله عن أن إسرائيل يجب «محوها من الخريطة»، وقال: «أن الجمهورية الإسلامية لم تهدد أبدًا، ولن تهدد أي بلد». علاوة على ذلك، رفض علي أكبر ولاياتي المستشار الرئيسي للسياسة الخارجية لخامنئي، المشاركة في مؤتمر أحمدي نجاد عن المحرقة. وخلافًا لتصريحات أحمدي نجاد، قال ولايتي أن المحرقة ما هي إلا جريمة إبادة جماعية، وهي واقع تاريخي.
في يونيو 2007، تعرض أحمدي نجاد لانتقادات من قبل بعض أعضاء البرلمان الإيراني حول تصريحاته عن المسيحية واليهودية. وفقًا لما ذكرته وكالة الأنباء افتاب، قال نجاد : «في العالم، هناك انحراف عن الطريق الصحيح : المسيحية واليهودية. وأن هناك دولارات خُصِّصَت لنشر هذه الانحرافات، كما توجد أيضًا ادعاءات كاذبة أن هذه الأديان سوف تنقذ البشرية. ولكن الإسلام هو الدين الوحيد الذي يمكن أن ينقذ البشرية». بعض أعضاء البرلمان الإيراني انتقدوا هذه التصريحات، لأنها بمثابة وقود لإشعال الفتنة الطائفية.
وجه رأفت بايات عضو البرلمان المحافظ اللوم لأحمدي نجاد للتدقيق في المواصفات المطلوبة لحجاب للمرأة، مطالبًا إياه «بأنه لا حاجه لكل هذه الصرامة بشأن هذه المسألة». اتهم أحمدي نجاد بالفجور من قبل أشخاص مقربين من هاشمي رفسنجاني،
بعدما قبّل علنًا يد امرأة كانت مدرسته، مع أنها كانت ترتدي قفاز.
أدت انتقادات أحمدي نجاد للغرب، إلى محاولات لاستجوابه في البرلمان الإيراني، للرد على بعض الأسئلة. وفي أكتوبر 2008، انتقدت تصريحات أحمدي نجاد عن المحرقة داخل إيران من رجل الدين الطامح للرئاسة مهدي كروبي.

### تصريحاته عن خطابه في الأمم المتحدة وعن ملاعب كرة القدم
هناك حدثان جلبوا لأحمدي نجاد الانتقادات من بعض المراجع الدينية، كان حول خطابه في الأمم المتحدة، وعن حضور السيدات مباريات كرة القدم. ففي زيارته لجماعة من آيات الله في قم بعد إلقائه لكلمته في عام 2005 أمام الجمعية العامة للامم المتحدة، ذكر الرئيس الإيراني أنه «شعر بهالة فوق رأسه» خلال كلمته، وأن شيءًا خفيًا قد فتن الحضور من الزعماء الأجانب ووزراء الخارجية والسفراء. كان هذا التصريح مزعجًا لرجال الدين المحافظين، لأن الرجل العادي لا يمكن أن يدعي وجود علاقة خاصة بينه وبين الله أو أي من الأئمة، كما لا يمكن أن يفترض وجود المهدي.
وفي بيان آخر له في العام التالي، أعلن نجاد (دون التشاور مع رجال دين) أنه ينبغي أن يسمح للنساء بدخول ملاعب كرة القدم ومشاهدة مباريات الذكور. هذا التصريح «سرعان ما انتقد» من قبل المرجعيات الدينية، أحدهم وهو آية الله العظمى محمد فاضل لانكاراني «رفض لقاء الرئيس أحمدي نجاد لأسابيع» في مطلع عام 2007.

### الانتقادات من الأحزاب السياسية الأخرى
العديد من الإصلاحيين والمستقلين في الأحزاب السياسية، بما في ذلك بعض الذين قاطعوا الجولة الأولى من الانتخابات الرئاسية، دعوا إلى تكوين تحالف ضد أحمدي نجاد أطلقوا عليه «التحالف الوطني لمكافحة الفاشية.» كما أن بعض الجماعات المنشقة اتهموه بأنه جلاد لا يعرف الرحمة. وصف نجاد الحرس الثوري الإيراني بالاخوة المهربون.

### أزمة الدستور الإيراني
في عام 2008، نشب نزاع خطير بين الرئيس الإيراني ورئيس البرلمان على ثلاثة قوانين أقرها البرلمان الإيراني، وهي : «الاتفاق على التعاون المدني والجنائي القانوني بين إيران وقيرغيزستان» و«الاتفاق على دعم الاستثمارات المتبادلة بين إيران والكويت»، و«قانون لتسجيل النماذج الصناعية والعلامات التجارية». كان النزاع من الخطورة، بحيث أن الزعيم الإيراني تدخل لفض النزاع. أرسل أحمدي نجاد برسالة إلى رئيس البرلمان غلام علي حداد عادل، استنكر فيها بشدة «الفعل الذي لا يمكن تفسيره» بتجاوز الرئاسة، وتوجيه أوامر لتنفيذ التشريعات في الجريدة الرسمية. اتهم الرئيس أحمدي نجاد رئيس البرلمان الإيراني بانتهاك القانون الدستوري، وطالب بإتخاذ إجراءات قانونية ضد رئيس البرلمان. رد حداد عادل على أحمدي نجاد، واتهمه باستخدام لغة غير لائقة في ملاحظاته ورسائله.

### دكتوراه علي كوردان
في أغسطس 2008، عين نجاد علي كوردان وزيرًا للداخلية. قوبل تعيين كوردان بمعارضات من قبل البرلمانيين الإيرانيين ووسائل الإعلام والمحللين، بعد أن اتضح أن درجة الدكتوراه الذي ادعى الحصول عليها كانت مزورة، والتي من المفترض أن تكون منحت من جامعة أوكسفورد، ولكن لم يُعَثَّر على أي سجلات تفيد بحصول علي كوردان على هذه الدرجة من تلك الجامعة. وقيل أيضًا، إنه سُجِّن في عام 1978 بتهم أخلاقية. التزوير في الأوراق الرسمية جريمة يعاقب عليها القانون الإيراني بالسجن سنة إلى ثلاث سنوات، وعند اتهام مسؤلون حكوميون، فإنه يتم توقيع العقوبة القصوى (ثلاث سنوات).
في نوفمبر 2008، أعلن الرئيس الإيراني أنه ضد عزل البرلمان الإيراني لعلى كوردان. ورفض حضور البرلمان يوم الإقالة. عزل البرلمان الإيراني علي كوردان من وزارة الداخلية الإيرانية في 4 نوفمبر 2008، بعدما صوّت 188 عضوًا ضد علي كوردان. عزل كوردان دفع بأحمدي نجاد إلى أن يقدم كامل حكومته للبرلمان لإعادة تقييمها، في الوقت الذي يتزعم البرلمان واحدًا من أكبر المعارضين السياسيين الأساسيين له. ويقتضي الدستور في إيران هذه الحالة، أن يُغَيَّر أكثر من نصف وزراء الحكومة، ويستبدل أحمدي نجاد تسعة من وزرائه الـ 21.

### الصدام مع البرلمان
في فبراير 2009، بعد إعلان المكتب الوطني الإيراني لمراجعة الحسابات أن مبلغ 1.058 مليار دولار من فائض العائدات النفطية في (2006-2007)، لم تودعه الحكومة في الخزانة الوطنية، طالب علي لاريجاني المتحدث باسم البرلمان الإيرانى بإجراء المزيد من التحقيقات من أجل التأكد من عودة الأموال المفقودة إلى الخزينة الوطنية في أقرب وقت ممكن. انتقد نجاد المكتب الوطني لمراجعة الحسابات بما وصفه بأنه «لا مبالاة»، قائلاً إن التقرير «يحرض الشعب» ضد الحكومة. ذكر حميد رضا كاتوزيان رئيس لجنة الطاقة في البرلمان : أن الحكومة انفقت 5 مليارات دولار لاستيراد الوقود، وهو ما يزيد على ما حدده البرلمان بنحو ملياري دولار. نقل كاتوزيان عن وزير النفط الإيراني غلام حسين نزاري قوله إن الرئيس الإيراني محمود أحمدي نجاد هو الذي أمر بالزيادة. وفي فبراير 2009، أعلن مركز البحوث البرلمانية، أن إيران تواجه عجزًا في الميزانية يقدر بنحو 44 مليار دولار خلال السنة المالية التي تبدأ في مارس.

### غرفة الحماية من الكوارث الأرضية
اتهم أحمدي نجاد وعلي أكبر محرابيان وموسى مظلوم بالغش في عام 2005، عندما قاموا بنشر اختراع لفرزان سليمي، بدعوى أنه ملك لهم. كانت فكرة «غرفة الحماية من الكوارث الأرضية»، وهي فكرة لتصميم غرفة محصنة في المنازل في حالة الكوارث، ملك للمهندس والباحث الإيراني فرزان سليمي.
في يوليو 2009، أدانت المحكمة العامة في طهران وزير الصناعة علي أكبر محرابيان وموسى مظلوم بتهمة الغش، ولكنها تجاهلت أحمدي نجاد، وفقًا لما نشرته اتيماد ميللي اليومية. ووفقًا لما قالته هيئة الإذاعة البريطانية، أحمدي نجاد كتب اسمه كمؤلف على غلاف الكتاب الذي ذكرت فيه واقعة الاحتيال تلك.

## سياساته الخارجية

### مع الولايات المتحدة
خلال رئاسة أحمدي نجاد، وصل الاحتكاك بين إيران والولايات المتحدة إلى أعلى مستوى لها منذ 30 عامًا تقريبًا. تجمدت العلاقات الدبلوماسية بين إيران والولايات المتحدة منذ عام 1980، ولم يكن هناك علاقات دبلوماسية مباشرة حتى مايو 2007.
| «أنه ذكي واستفزازي ومعاد، لكنه لطيف، ويمكن أن نتفهم من يحبونه.» |
| — صحيفة الدايلي تيليغراف                                        |

ففي الوقت الذي ربطت الولايات المتحدة فيه تأييدها لاقامة الدولة الفلسطينية، بالاعتراف بحق إسرائيل في الوجود، قال الرئيس الإيراني محمود أحمدي نجاد إن إسرائيل يجب أن تنتقل إلى أوروبا بدلاً من ذلك، مكررًا تصريح معمر القذافي الذي أدلى به في عام 1990. أرسلت الولايات المتحدة إشارات واضحة إلى إيران حول موقفها في حق إسرائيل في الوجود، مما أدي لزيادة التكهنات حول قيادة الولايات المتحدة لهجوم على المنشآت النووية الإيرانية. وعلى الرغم من أن إيران نفت تورطها مع العراق، فإن الرئيس بوش حذر من «العواقب»، حيث أرسل رسالة واضحة إلى إيران بأن الولايات المتحدة قد تقوم بعمل عسكري ضدها. اعتبرت إدارة بوش إيران أكثر دول العالم دعمًا للإرهاب. كما كانت إيران على القائمة الأمريكية للدول الراعية للإرهاب الدولي منذ عام 1984، وهو الشيء الذي أنكرته إيران وأحمدي نجاد.
في 8 مايو 2006، الرئيس الإيراني بعث رسالة شخصية إلى الرئيس بوش لاقتراح «وسائل جديدة» لإنهاء النزاع النووي الإيراني. وزيرة الخارجية الأمريكية كونداليزا رايس ومستشار الأمن القومي ستيفن هادلي استعرضا هذه الرسالة، وقال أنها حيلة تفاوضية ومحاولة لمعالجة المخاوف الأمريكية بشأن برنامج إيران النووي. وبعد أيام قليلة في اجتماع عقد في جاكرتا، قال أحمدي نجاد إن «الرسالة هي دعوة إلى التوحيد والعدالة، وهي الشيء المشترك بين جميع الأنبياء».
دعا أحمدي نجاد بوش إلى إجراء مناظرة في الجمعية العامة للأمم المتحدة، والتي كان من المقرر عقدها في 19 سبتمبر 2006. كان من المقرر أن يدور النقاش حول حق إيران في تخصيب اليورانيوم. لكن الدعوة قوبلت بالرفض على الفور من قبل المتحدث الرسمى باسم البيت الأبيض توني سنو الذي قال «لن يكون هناك شيء يمنع الضغائن بين الرئيس وأحمدي نجاد.» 

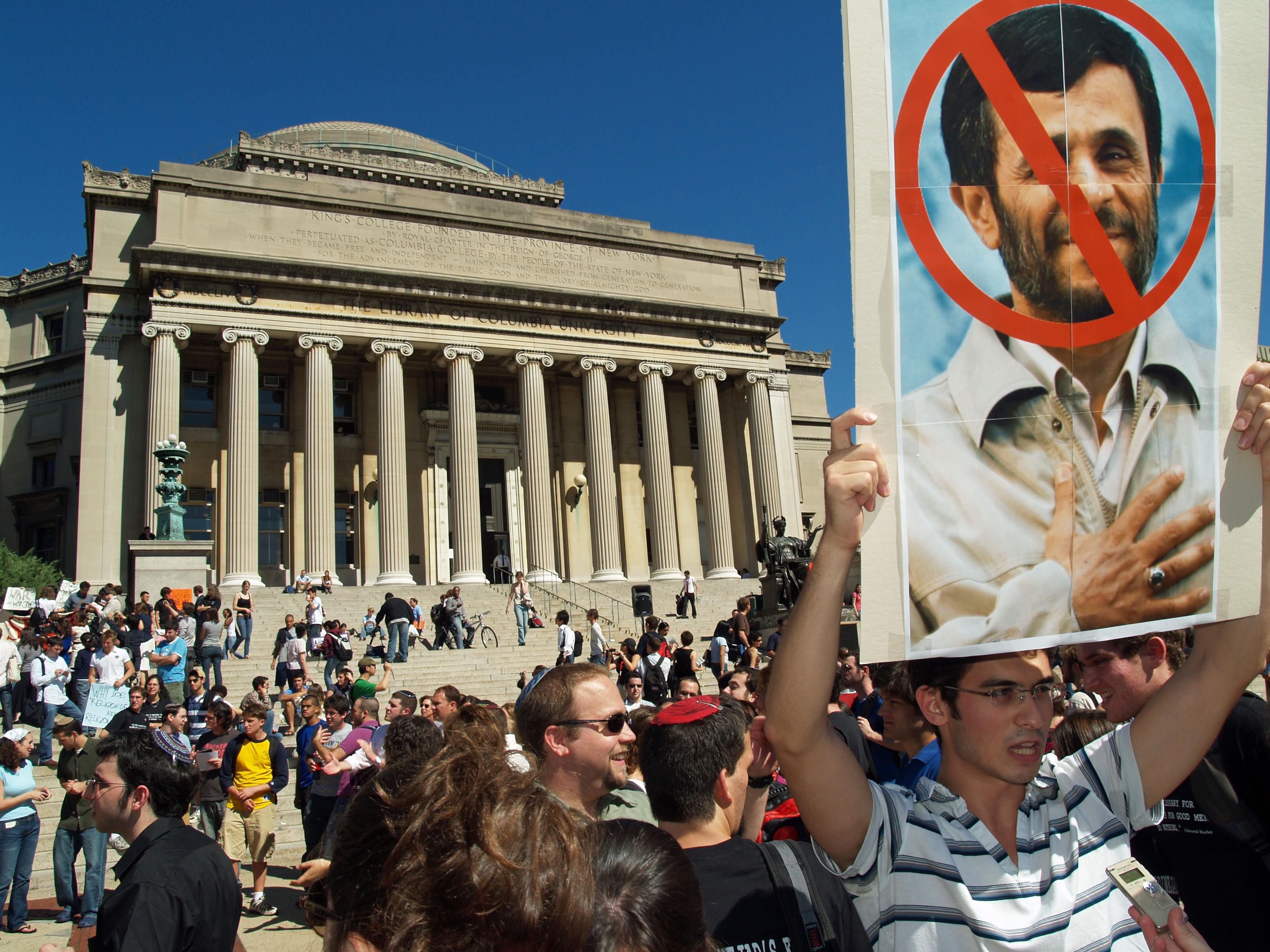
طلاب يهود من جامعة كولومبيا يحتجون على قرار الجامعة بدعوة محمود أحمدي نجاد إلى الحرم الجامعي.

في نوفمبر 2006، كتب أحمدي نجاد رسالة مفتوحة إلى الشعب الأميركي، يوضح فيها بعض من مخاوفه وما يشغله. وذكر أن ثمت حاجة ملحة إلى أن يكون هناك حوار بسبب أنشطة الإدارة الأميركية في الشرق الأوسط، وما تقوم به الولايات المتحدة من إخفاء الحقائق عن الوقائع الراهنة.
أصدر مجلس شيوخ الولايات المتحدة قرارًا محذرًا إيران من دعم الهجمات في العراق. في 26 سبتمبر 2007، أصدر مجلس الشيوخ بالولايات المتحدة القرار 76-22، واصفًا الذراع العسكرية الإيرانية على أنها منظمة إرهابية.
في سبتمبر 2007، زار أحمدي نجاد نيويورك لإلقاء خطاب أمام الجمعية العامة للأمم المتحدة. وقبل ذلك ألقى كلمة في جامعة كولومبيا، حيث حضر رئيس الجامعة لي بولنغر، ووجه عبارات لاذعة للزعيم الإيراني من كل وجه من كونه «ديكتاتور قاس وتافه» إلى كونه «شديد الجهل». تلقى أحمدي نجاد بعض الأسئلة من هيئة التدريس والطلاب بجامعة كولومبيا الذين حضروا الكلمة التي ألقاها، حيث رد على استفسار بشأن المثليون جنسيًا في إيران، قائلا : «ليس لدينا مثل المثليون جنسيا الموجودون في بلدكم. ليس لدينا هذا في بلادنا. ليس لدينا هذه الظاهرة ولا أعرف من قال لكم أننا لدينا أمثال هؤلاء». وادعى مساعد له أنه تم فهمه خطأ وقال أنه «بالمقارنة مع المجتمع الاميركي، ليس لدينا الكثير من المثليون جنسيا».
في الكلمة التي ألقاها في أبريل 2008، وصف أحمدي نجاد هجمات 11 سبتمبر 2001 بأنها «حدث مشتبه فيه». فقد سفّه من أمر الهجمات قائلاً إن كل ما حدث كان «انهيار مبنى». وقال أنه لم يُنْشَر عدد القتلى أو أسماء الضحايا على الإطلاق، وأن الهجمات استخدمت بعد ذلك كذريعة لغزو أفغانستان والعراق.
في أكتوبر 2008، أعرب الرئيس أحمدي نجاد عن سعادته بسبب الأزمة الاقتصادية العالمية في 2008، وهو ما وصفه بـ «انهيار الليبرالية»، وقال أن الغرب يتجه إلى نقطة النهاية، وأن إيران فخورة بأنها «وضعت حد للاقتصاد الليبرالي». وفي خطاب أحمدي نجاد في سبتمبر 2008 أمام الجمعية العامة للأمم المتحدة، أكد أن الإمبراطورية الأمريكية ستتجه قريبًا إلى النهاية دون أن يحدد كيف. وقال «الإمبراطورية الأمريكية في العالم وصلت إلى نهاية الطريق، ويجب على الحكام المقبلين التصرف فقط خلال حدودهم».
وفي 6 نوفمبر 2008 (أي بعد يومين من انتخابات الرئاسة الأمريكية عام 2008)، هنأ الرئيس محمود أحمدي نجاد الرئيس باراك أوباما، الرئيس المنتخب الجديد للولايات المتحدة، وقال أنه «يرحب بالتغييرات الجذرية والنزيهة في سياسات الولايات المتحدة، وأتمنى أن تنتصر المصلحة العامة والعدالة الحقيقية على المطالب الأنانية التي لا تنتهى للأقليات واغتنام الفرصة لخدمة الناس حتى يتسنى لك أن تذكر مع كل تقدير واحترام». كانت تلك هي أول رسالة تهنئة إلى رئيس منتخب جديد للولايات المتحدة من قبل رئيس إيراني منذ أزمة الرهائن الإيرانيين في 1979.
وكذلك في 26 فبراير 2017 بعث أحمدي نجاد برسالة إلى الرئيس الأمريكي الجديد دونالد ترامب دعاه فيها إلى تغليب مصلحة الشعوب على مصالح الأقلية من الأثرياء وأصحاب القوة والنفوذ.
منذ تولى أحمدي نجاد السلطة، أوقفت إيران بيع نفطها بالدولار، وبدلاً من ذلك استخدمت اليورو والعملات الأخرى.

### مع إسرائيل
في 26 أكتوبر 2005، ألقى أحمدي نجاد كلمة في مؤتمر عقد في طهران بعنوان «العالم بدون صهيونية». وفقًا لترجمة نشرت على نطاق واسع، أنه أعلن أنه يتفق مع بيان أصدره آية الله علي خامنئي أن «نظام الاحتلال» لابد من إزالته، وأشار إلى أنه «وصمة عار على العالم الإسلامي» تحتاج إلى «محوها من صفحات التاريخ».
أدينت تصريحات أحمدي نجاد من قبل الحكومات الغربية العظمى، الاتحاد الأوروبي وروسيا ومجلس الأمن الدولي والأمين العام للأمم المتحدة كوفي عنان. وقد أعرب أيضًا قادة مصر وتركيا وفلسطين عن استيائهم من تصريحات أحمدي نجاد. رئيس الوزراء الكندي بول مارتن قال إن «الخطر الذي يهدد وجود إسرائيل، وهذه الدعوة للإبادة الجماعية المقترنة اقترانًا واضحًا بطموح إيران النووي، مسألة لا يمكن أن يتجاهلها العالم.» 
هناك خلاف كبير على ترجمة كلمته. وزير الخارجية الإيراني قال أن أحمدي نجاد قد «أسيء فهمه»: «إنه كان يتحدث عن النظام. نحن لا نعترف بشرعية هذا النظام». قال بعض الخبراء إن العبارة الواردة في السؤال أدق ترجمة لها «يجب أن تمحى من صفحات التاريخ» بدلا من«محوها من الخريطة». نائب رئيس تحرير صحيفة نيويورك تايمز للشؤون الخارجية إيثان برونر، أعاد النظر في الخلاف على الترجمة، ولاحظ أن «كل الترجمات الرسمية» للخطاب، بما فيها وزير الخارجية ومكتب الرئيس، «تشير إلى محو إسرائيل بعيدًا».
د. جوشوا تيتلبوم، الأستاذ الإسرائيلي للعلاقات مع الإيباك في خطاب لمركز القدس للشؤون العامة، درس اللغة التي استخدمها الرئيس أحمدي نجاد عند نقده لإسرائيل. حيث استخدم الترجمة الفارسية للدكتور دينيس ماكايون، المدرس السابق للدراسات الإسلامية في المملكة المتحدة، تيتلبوم قال إن «الرئيس الإيراني لم يكن يدعو فقط إلى» تغيير النظام«في القدس، بل إلى التدمير الفعلي لدولة إسرائيل». وأكد إن الرئيس الإيراني يدعو أيضًا إلى الإبادة الجماعية للسكان. وقال تيتلبوم أن في الكلمة التي ألقاها أحمدي نجاد يوم 26 أكتوبر 2005، قال عن إسرائيل ما يلي : «قريبًا سوف تُمْحَى وصمة العار هذه من ثوب العالم الإسلامي، وهذا أمر يمكن تحقيقه». الدكتور جوان كول وهو أستاذ تاريخ الشرق الأوسط وجنوب آسيا الحديث في جامعة ميشيغان، قال أن «أحمدي نجاد لم يكن يدعو إلى تدمير إسرائيل، فهو لم يذكر أنه ذاهب إلى محو إسرائيل من على الخريطة لأن هذا التعبير غير موجود في اللغة الفارسية». الدكتور ستيفن والت، أستاذ الشؤون الدولية في جامعة هارفارد، قال «لا أعتقد أنه يحرض على الإبادة الجماعية». ووفقًا لما قاله جودت بهجت، مدير مركز دراسات الشرق الأوسط في جامعة إنديانا ببنسلفانيا «أن التصريحات الساخنة التي تدعو لتدمير إسرائيل، تهدف إلى حشد الدوائر الانتخابية المحلية والإقليمية»، وأنه «بعيدًا عن البلاغة، يتفق معظم المحللين على إن الجمهورية الإسلامية والدولة العبرية لا يحتمل أن يدخلوا في مواجهة عسكرية ضد بعضهما البعض».
في يوليو 2006، قارن أحمدي نجاد أفعال إسرائيل في عام 2006 في الصراع بين إسرائيل ولبنان بما فعله أدولف هتلر خلال الحرب العالمية الثانية، قائلاً أن «مثلما فعل هتلر، فإن النظام الصهيوني يبحث عن ذريعة لبدء الهجمات العسكرية» و«يفعل الآن ما فعله هتلر من قبل». وفي 8أغسطس 2006، قام بمقابلة تلفزيونية مع المراسل مايك والاس لبرنامج 60 دقيقة، حيث انتقد الدعم الأمريكي «للنظام الإسرائيلي القاتل» والأسباب الأخلاقية لاجتياح إسرائيل للبنان. في 2 ديسمبر 2006، التقى أحمدي نجاد مع رئيس الوزراء الفلسطيني إسماعيل هنية في الدوحة. في ذلك الاجتماع، قال إن إسرائيل «أسست لإقامة دول مستكبرة للسيطرة على المنطقة، وتمكين العدو من اختراق قلب الأراضي الإسلامية»، واصفًا إسرائيل بـ «الخطر»، وقال إنه تم إنشائها لخلق ضغط وفرض سياسات الولايات المتحدة والمملكة المتحدة على المنطقة. وفي 12 ديسمبر 2006، ألقى أحمدي نجاد كلمة أمام المؤتمر الدولي لاستعراض الرؤية العالمية للمحرقة، وأدلى ببعض التعليقات حول مستقبل إسرائيل. وقال «إن إسرائيل على وشك التحطم. هذا هو وعد الله، وأمنية جميع دول العالم».
عندما سأل لاري كينغ مراسل سي إن إن أحمدي نجاد «هل إسرائيل ما زالت إسرائيل» من خلال رؤيته للشرق الأوسط، قال أحمدي نجاد أنه «يجب علينا أن نسمح باجراء انتخابات حرة في فلسطين تحت إشراف الأمم المتحدة. حيث يستطيع الشعب الفلسطيني، والفلسطينيين المغتربين أو كل من يعتبر فلسطين أرضه، أن يشارك في انتخابات حرة، وبعد ذلك يحدث ما يحدث»

### مع روسيا

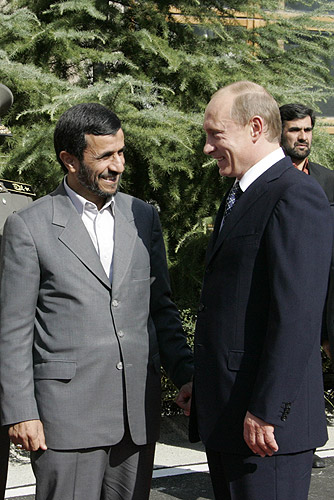
أحمدي نجاد مع الرئيس الروسي فلاديمير بوتين في طهران في 16 أكتوبر 2007.

إتجه أحمدي نجاد إلى تعزيز العلاقات مع روسيا، وافتتح مكتب خصيصاً لهذا الغرض في أكتوبر 2005. وقد تعاون مع فلاديمير بوتين في القضية النووية، وأعرب كل من بوتين وأحمدي نجاد عن رغبتهما في المزيد من التعاون المتبادل حول القضايا التي تخص بحر قزوين. وفي الآونة الأخيرة، سعت إيران إلى التحالف مع موسكو بسبب الجدل الدائر حول برنامج إيران النووي. وفي أواخر ديسمبر 2007، بدأت روسيا تسليم إيران دفعات أكبر من الوقود النووي، باعتبارها وسيلة لإقناع إيران لوقف تخصيب اليورانيوم ذاتيًا.

### مع فنزويلا
سعى أحمدي نجاد نحو تطوير العلاقات مع غيره من زعماء العالم المعارضين أيضًا للسياسة الخارجية للولايات المتحدة ونفوذها، مثل هوجو شافيز رئيس فنزويلا. صوتت فنزويلا لصالح البرنامج النووي الإيراني أمام الأمم المتحدة، وكلا الحكومتين سعى إلى زيادة التبادل التجاري بينهما. واعتباراً من عام 2006، أصبحت العلاقات بين الدولتين إستراتيجية أكثر منها اقتصادية؛ رغم أن حجم التبادل التجاري مع فنزويلا لم يكن يضعها ضمن أحد الشركاء التجاريين الرئيسيين لإيران بعد.

### العلاقات الإقليمية
بعد الثورة الإسلامية مباشرة، أصبحت علاقة إيران مع معظم جيرانها، وخاصة التي بها أقليات الشيعة متوترة للغاية. كان من أولويات أحمدي نجاد في المنطقة، تحسين العلاقات مع معظم الدول المجاورة لإيران من أجل تعزيز مكانة إيران ونفوذها في كلٍ من الشرق الأوسط والعالم الإسلامي الكبير.
كانت تركيا دائمًا مهمة في المنطقة، نظرًا لعلاقاتها مع الغرب من خلال حلف شمال الأطلسي وإسرائيل، وإمكانية انضمامها للاتحاد الأوروبي. زار أحمدي نجاد أنقرة لتعزيز العلاقات مع تركيا، مباشرة بعد تقرير المخابرات الذي صدر في عام 2007. توترت العلاقات لفترة قصيرة، بعد أن أعلن الرئيس التركي عبد الله غول أنه يريد القضاء على الخطر النووي من المنطقة، ربما مشيرًا إلى إيران. ومع ذلك، ظلت التجارة مستمرة بين البلدين. وبالرغم من عدم موافقة الولايات المتحدة، فقد تم توقيع اتفاق بمليارات الدولارات لمد خط أنابيب غاز في أواخر عام 2007.
أصبحت علاقات إيران مع الدول العربية معقدة، ربما بسبب الثورة الإسلامية، والجهود التي بذلتها الولايات المتحدة لإقامة جبهة موحدة ضد إيران حول القضية النووية والحرب على الإرهاب. سعى أحمدي نجاد للمصالحة مع الدول العربية من خلال تشجيع التبادل التجاري الثنائي، والمحاولات الإيرانية للدخول في مجلس التعاون الخليجي. وخارج الخليج العربي، سعى الرئيس الإيراني لإعادة العلاقات مع الدول العربية الرئيسية الأخرى، وأبرزها مصر. حتى عام 2007، لم يكن لإيران سفارة في مصر.
كانت علاقات سوريا بإيران أكثر وضوحًا للغرب، فكلا البلدين تعرضت للعزلة الدولية والإقليمية، وكلاهما كان له علاقات ودية مع حماس وحزب الله. تفاقمت المخاوف بشأن العلاقات الإيرانية السورية بعد حرب لبنان عام 2006، التي أعلن فيها أحمدي نجاد والرئيس الأسد النصر على إسرائيل.
كما حاول أحمدي نجاد بناء علاقات حميمة وأكثر قوة مع كل من أفغانستان وباكستان، وذلك لضمان «الاستقرار الإقليمي». على وجه الخصوص، كان أحمدي نجاد مهتما أكثر بالمحادثات الثنائية بين كل من إيران وأفغانستان وباكستان. ساعدت إدارته في إنشاء «خط أنابيب سلمى» من إيران ليمد كلا من باكستان والهند بالوقود. نظريًا، ساعدت هذه الخطة على توحيد اقتصاد جنوب آسيا، وبالتالي إلى تهدئة التوترات بين باكستان والهند.
التقى أحمدي نجاد بوزير خارجية أذربيجان إلمار مامادياروف، لبحث زيادة التعاون بين البلدين. أعرب مامادياروف أيضًا عن رغبته في توسيع الممر الشمالي الجنوبي بين إيران وأذربيجان، والاشتراك في مشاريع تعاونية كبناء محطة كهرباء. وقامت إيران أيضًا بمضاعفة الجهود لإقامة علاقات مع أرمينيا؛ لذلك خلال زيارة أحمدي نجاد في أكتوبر 2007، ركزت المباحثات على تطوير العلاقات في مجال الطاقة بين البلدين.

#### أفغانستان
نظرًا لتشابه الثقافة واللغة بين إيران وأفغانستان، لذلك فإن البلدين مرتبطتان ببعضهما ارتباطًا تاريخيًا، وعلى الرغم من الوجود العسكري للولايات المتحدة في أفغانستان، فإن الرئيس الأفغاني حامد كرزاي دائمًا ما يقول أنه يريد أن تكون إيران واحدة من أقرب حلفائه. في كامب ديفيد في أغسطس 2007، رفض كرزاي مزاعم الولايات المتحدة بأن إيران تدعم المسلحين الأفغان. وصف كرزاي إيران بأنها «المساعد والحل» و«نصير أفغانستان»، سواءً في «الحرب ضد الإرهاب، ومكافحة المخدرات». وقال أن العلاقات بين أفغانستان وإيران «جيدة جدًا جدًا، وقريبة جدًا جدًا». قناة العربية التلفزيونية، قالت «أن إيران الشيعية لها علاقات عرقية ودينية وثيقة مع أفغانستان».

#### العراق
كان أحمدي نجاد أول رئيس إيراني يزور العراق. وخلال زيارة أحمدي نجاد لبغداد في 2 مارس 2008 لبدء جولة تاريخية تستغرق يومين، قال أن «زيارة العراق من دون الدكتاتور صدام حسين لشيء جيد». أثناء عودته متجهًا إلى بلاده بعد زيارته للعراق، تحدث الرئيس الإيراني محمود أحمدي نجاد مرة أخرى عن توطيد العلاقات بين بلاده والعراق، وكرر انتقاداته للولايات المتحدة.

## إنكاره للهولوكوست وإتهامه بمعاداة السامية

### الادعاءات
يوم 14 ديسمبر 2005، قدم أحمدي نجاد العديد من الآراء المثيرة للجدل حول الهولوكوست، كثيرًا ما أشار إليها على أنها «خرافة»، فضلاً عن انتقاده للقوانين الأوروبية التي تعارض إنكار وقوع المحرقة. وفقًا لتقرير من هيئة إذاعة جمهورية إيران الإسلامية، قال أحمدي نجاد في إشارة إلى الأوروبيين «اليوم، قاموا باختلاق أسطورة أطلقوا عليها المحرقة، وجعلوها فوق الله والدين والأنبياء». كما ترجم الاقتباس على النحو التالي «لقد خلقوا أسطورة اليوم التي اطلقوا عليها مذبحة اليهود، واعتبروها مقدسة فوق الله والأديان والانبياء».
في 30 مايو 2006، خلال مقابلة مع مجلة دير شبيجل، أصر أحمدي نجاد على أن «هناك رأيان» حول محرقة اليهود. وعندما سئل عما إذا كانت المحرقة أسطورة، فأجاب : «أنا لا أقبل أي شيء على أنه حقيقة، إلا إذا كنت مقتنعًا بذلك». وقال أيضًا : «نحن نرى أنه في حالة وقوع حدث تاريخي يتفق مع الحقيقة، فإن هذه الحقيقة سوف تُكْشَف بوضوح أكبر. بالمزيد من الأبحاث والمناقشات بشأنها». ثم قال منتقدًا إن «معظم» العلماء الذين يعترفون بوجود المحرقة لهم «دوافع سياسية»، كما يلي :
| محمود أحمدي نجاد | "... هناك رأيان بخصوص هذا الشأن في أوروبا. مجموعة من العلماء والأشخاص الذين لهم دوافع سياسية يدعون أن المحرقة حدثت. بينما هناك مجموعة من العلماء الذين يمثلون الرأي المخالف تعرض كثير منهم للسجن." | محمود أحمدي نجاد |

في أغسطس 2006، ألقى الرئيس الإيراني من جديد ظلالاً من الشك حول وجود المحرقة، هذه المرة في رسالة إلى المستشارة الألمانية أنغيلا ميركل، حيث كتب يقول بأن المحرقة قد اُخْتُرِعَت من قبل قوات الحلفاء لإحراج ألمانيا. وخلال الشهر نفسه، في خطاب عام له بُثّ على قناة الأنباء الإيرانية (IRINN)، قال أحمدي نجاد أن الصهيونية قد لا تكون آدمية، قائلا «ليس لها أي حدود، أو معالم، أو محرمات فيما يتعلق بقتل البشر. من هؤلاء الناس؟ من أين أتوا؟ هل هم بشر؟ إنهم مثل الماشية، بل أكثر ضلالة».
في 11 ديسمبر 2006، أقيم «المؤتمر الدولي لاستعراض الرؤية العالمية للمحرقة» في إيران. المؤتمر دعى إليه وعقد بناء على طلب من أحمدي نجاد. شجبت وسائل الإعلام الغربية بشكل كبير المؤتمر، ووصفته بأنه «مؤتمر إنكار المحرقة» أو «اجتماع منكري المحرقة».
على الرغم من أن إيران أعلنت أن المؤتمر لم يقام لإنكار المحرقة، بينما كان التعليق على المؤتمر أنه يهدف إلى «خلق فرصة للمفكرين الذين لا يستطيعون التعبير عن آرائهم بحرية في أوروبا حول المحرقة». في سبتمبر 2007 أمام جامعة كولومبيا، قال الرئيس الإيراني "أنا لا أقول إنها لم تحدث على الإطلاق. هذا ليس هو الحكم الذي أنا هنا من أجل إعلانه، والمحرقة ينبغي أن تطرح للمناقشة والبحث مثل أي حدث تاريخي".
وردًا على تصريحات الرئيس الإيراني المثيرة للجدل، اتهم مجلس الشيوخ الأميركي أحمدي نجاد بمعاداة السامية. وفي خطاب أحمدي نجاد في سبتمبر 2008 إمام الجمعية العامة للأمم المتحدة، والذي ركز فيه على ما وصفه بسيطرة الصهيونية على الشؤون المالية الدولية، وهو ما وصفه وزير الخارجية الألماني فرانك فالتر شتاينماير بأنه «عداء سافر للسامية».
طرح الرئيس الأميركي باراك أوباما تحديًا مباشرًا لأحمدي نجاد أثناء زيارته لمعسكر بوخنفالد للاعتقالات في يونيو 2009، قائلاً أن أحمدي نجاد «ينبغي أن يقوم بزيارة هذا المعسكر. هذا المكان أكبر توبيخ لمثل هذه الأفكار، والذي يذكرنا بواجبنا إزاء مواجهة هؤلاء الذين يشوهون تاريخنا ويسردون الاكاذيب».

### الرد على الادعاءات
نفى أحمدي نجاد مزاعم إنكار المحرقة، وقال أن الأمر بحاجه للبحث والتقصي.
| محمود أحمدي نجاد | "مادام الأوروبيون يقولون الحقيقة في إدعائهم بأنهم قتلوا ستة ملايين يهودي في المحرقة النازية خلال الحرب العالمية الثانية، وعلى ما يبدو أنهم على حق في إدعائهم لأنهم يصرون على ذلك، ويعتقلون ويسجنون هؤلاء الذين يعارضون ذلك. فلماذا إذًا يجب على الشعب الفلسطيني أن يدفع ثمن هذه الجريمة؟. لماذا يأتون إلى قلب العالم الإسلامي، ويرتكبون جرائم ضد فلسطين الغالية باستخدام القنابل والصواريخ والقذائف والعقوبات". | محمود أحمدي نجاد |

وقال أحمدي نجاد أنه يحترم اليهود، وأنه «في فلسطين هناك مسلمون ونصارى ويهود يعيشون معًا». وأضاف : «نحن نحب الجميع في العالم اليهود والنصارى والمسلمين وغير المسلمين وغير اليهود وغير النصارى... نحن ضد الاحتلال والعدوان والقتل وتشريد الشعوب. في ما عدا ذلك، لا توجد لدينا مشكلة مع الناس العاديين.» وقال أحمدي نجاد حتى أن الطائفة اليهودية في إيران لها عضو برلماني مستقل. قال أحمدي نجاد مجادلاً أن الصهاينة «ليسوا يهود ولا نصارى ولا مسلمين»، وتساءل : «كيف يمكن أن يكون لك دين وتحتل أرض شعب آخر؟».
شيراز دوسا الأستاذ في جامعة سانت فرانسيس زافيير، في نوفا سكوشيا في كندا، رد مجادلاً في يونيو 2007 بأن
| محمود أحمدي نجاد | "لم ينف أحمدي نجاد المحرقة ولا تصفية إسرائيل المزعومة، إنه لم يفعل ذلك مطلقًا في أي من خطاباته حول هذا الموضوع (كل ذلك بالفارسية). وباعتباري خبير إيراني، أستطيع أن أشهد أن هذه الاتهامات باطلة... ما شكك أحمدي نجاد فيه هو أسطورية المحرقة، و"النظام الصهيوني" المستمر في قتل الفلسطينيين والمسلمين. فقد أثار الشكوك فقط حول حجم المحرقة. خطابه كان مفرطًا واستفزازيًا. وهو في الحقيقة لا يدير باله إلى كيف يفكر فينا الغرب كإيرانيين أو مسلمين ولا يعير بالاً لإملاءات الغرب أو إسرائيل". | محمود أحمدي نجاد |

تعرض دوسا للانتقاد في وسائل الإعلام الكندية، من قبل رئيس الجامعة شون رايلي، و105 أستاذًا بالجامعة لحضوره مؤتمر المحرقة في طهران. قال دوسا أنه لم يكن يعرف أن منكري المحرقة سيكونون ضمن الحضور، وأنه «لم ينكر أبدًا المحرقة، ولكنه علق فقط على حجم الدعاية»، وعلى الجامعة أن تحترم الحرية الأكاديمية له للمشاركة.

## مشاركاته في الانتخابات

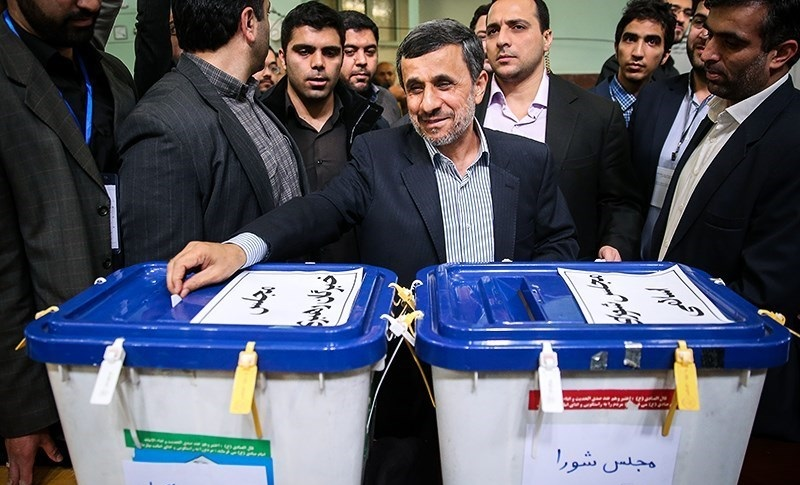
Ahmadinejad casting his vote in 2016 elections

| Year | Election                             | Votes        | %       | Rank | Notes           |
| ---- | ------------------------------------ | ------------ | ------- | ---- | --------------- |
| 1999 | City Council of Tehran ‏              |              |         |      | خسارة           |
| 2000 | Parliament                           | 280,046      | 9.55    | 68th | خسارة           |
| 2005 | انتخابات إيران الرئاسية 2005         | 5,711,696    | 19.43   | 2nd  | Went to run-off |
| 2005 | انتخابات إيران الرئاسية 2005 run off | ▲ 17,284,782 | ▲ 61.69 | 1st  | فوز             |
| 2009 | انتخابات إيران الرئاسية 2009         | ▲ 24,527,516 | ▲ 62.63 | 1st  | فوز             |
| 2017 | الانتخابات الرئاسية الإيرانية 2017   | —            | —       | —    | Disqualified    |
| 2021 | الانتخابات الرئاسية الإيرانية 2021   | —            | —       | —    | Disqualified    |

## وصلات خارجية
- محمود أحمدي نجاد على موقع IMDb (الإنجليزية)
- محمود أحمدي نجاد على موقع الموسوعة البريطانية (الإنجليزية)
- محمود أحمدي نجاد على موقع مونزينجر (الألمانية)
- محمود أحمدي نجاد على موقع إن إن دي بي (الإنجليزية)
- محمود أحمدي نجاد على موقع قاعدة بيانات الفيلم (الإنجليزية)
- الموقع الرسمي للرئاسة الإيرانية
- كتابات احمدي نجاد الشخصية
- الموقع المختص بأحمدي نجاد المسمى بمردم يار
- التعريف به على صفحة جريدة الوفاق الرسمية الإيرانية
- التعريف به على صفحة سي ان ان

| المناصب السياسية | المناصب السياسية                 | المناصب السياسية |
| ---------------- | -------------------------------- | ---------------- |
| سبقه محمد خاتمي  | رؤساء الإيرانيين 2005 م - 2013 م | تبعه حسن روحاني  |